# L'Amicale Française
L'Amicale Française was een Mexicaanse voetbalclub uit Mexico-Stad. 

## Geschiedenis
De club werd in 1911 opgericht door studenten. De spelers waren Franse kinderen of in Mexico geboren kinderen met Franse ouders. De club speelde aanvankelijk enkel vriendschappelijke wedstrijden, tot ze in 1914/15 deelnamen aan de competitie van de Liga Mexicana de Football Amateur Association. De club eindigde vierde op zes teams, maar doordat vele spelers naar Frankrijk terugkeerden om hun land te verdedigen in de Eerste Wereldoorlog viel het team uit elkaar. 
Nadat speler Emilio Spittalier na de oorlog terugkeerde blies hij de club nieuw leven in. Het nieuwe team bestond nog steeds uit voornamelijk Fransen, maar niet meer uitsluitend. In 1920/21 nam de club nog deel aan het toernooi Campeonato del Centenario en bereikte daar de halve finale, die ze verloren met CF Asturias met 5-3. Hierna namen ze niet meer aan de competitie deel. Ze bleven wel nog bestaan tot 1924. 